# William Stickney
William Arthur "Art" Stickney (Saint Louis, Missouri, 25 de maig de 1879 - Saint Louis, 12 de setembre de 1944) va ser un golfista estatunidenc que va competir a principis del segle xx.
El 1904 va prendre part en els Jocs Olímpics de Saint Louis, on guanyà la medalla de plata en la prova per equips del programa de golf, com a membre de l'equip Trans-Mississippi Golf Association. En la prova individual quedà eliminat en vuitens de final.
Era germà del també jugador de golf i medallista Stuart Stickney.